# Albumy numer jeden w roku 1968 (USA)
Lista najlepiej sprzedających się albumów w Stanach Zjednoczonych w 1968 tworzona przez magazyn Billboard na podstawie Billboard 200.

## Historia notowania
| Data publikacji | Album                                  | Artysta                             |
| --------------- | -------------------------------------- | ----------------------------------- |
| 6 stycznia      | Magical Mystery Tour                   | The Beatles                         |
| 13 stycznia     | Magical Mystery Tour                   | The Beatles                         |
| 20 stycznia     | Magical Mystery Tour                   | The Beatles                         |
| 27 stycznia     | Magical Mystery Tour                   | The Beatles                         |
| 3 lutego        | Magical Mystery Tour                   | The Beatles                         |
| 10 lutego       | Magical Mystery Tour                   | The Beatles                         |
| 17 lutego       | Magical Mystery Tour                   | The Beatles                         |
| 24 lutego       | Magical Mystery Tour                   | The Beatles                         |
| 2 marca         | Blooming Hits                          | Paul Mauriat z orkiestrą            |
| 9 marca         | Blooming Hits                          | Paul Mauriat z orkiestrą            |
| 16 marca        | Blooming Hits                          | Paul Mauriat z orkiestrą            |
| 23 marca        | Blooming Hits                          | Paul Mauriat z orkiestrą            |
| 30 marca        | Blooming Hits                          | Paul Mauriat z orkiestrą            |
| 6 kwietnia      | The Graduate                           | Simon & Garfunkel/Ścieżka dźwiękowa |
| 13 kwietnia     | The Graduate                           | Simon & Garfunkel/Ścieżka dźwiękowa |
| 20 kwietnia     | The Graduate                           | Simon & Garfunkel/Ścieżka dźwiękowa |
| 27 kwietnia     | The Graduate                           | Simon & Garfunkel/Ścieżka dźwiękowa |
| 4 maja          | The Graduate                           | Simon & Garfunkel/Ścieżka dźwiękowa |
| 11 maja         | The Graduate                           | Simon & Garfunkel/Ścieżka dźwiękowa |
| 18 maja         | The Graduate                           | Simon & Garfunkel/Ścieżka dźwiękowa |
| 25 maja         | Bookends                               | Simon & Garfunkel                   |
| 1 czerwca       | Bookends                               | Simon & Garfunkel                   |
| 8 czerwca       | Bookends                               | Simon & Garfunkel                   |
| 15 czerwca      | The Graduate                           | Simon & Garfunkel/Ścieżka dźwiękowa |
| 22 czerwca      | The Graduate                           | Simon & Garfunkel/Ścieżka dźwiękowa |
| 29 czerwca      | Bookends                               | Simon & Garfunkel                   |
| 6 lipca         | Bookends                               | Simon & Garfunkel                   |
| 13 lipca        | Bookends                               | Simon & Garfunkel                   |
| 20 lipca        | Bookends                               | Simon & Garfunkel                   |
| 27 lipca        | The Beat of the Brass                  | Herb Alpert and the Tijuana Brass   |
| 3 sierpnia      | The Beat of the Brass                  | Herb Alpert and the Tijuana Brass   |
| 10 sierpnia     | Wheels of Fire                         | Cream                               |
| 17 sierpnia     | Wheels of Fire                         | Cream                               |
| 24 sierpnia     | Wheels of Fire                         | Cream                               |
| 31 sierpnia     | Wheels of Fire                         | Cream                               |
| 7 września      | Waiting for the Sun                    | The Doors                           |
| 14 września     | Waiting for the Sun                    | The Doors                           |
| 21 września     | Waiting for the Sun                    | The Doors                           |
| 28 września     | Time Peace: The Rascals' Greatest Hits | The Rascals                         |
| 5 października  | Waiting for the Sun                    | The Doors                           |
| 12 października | Cheap Thrills                          | Big Brother & the Holding Company   |
| 19 października | Cheap Thrills                          | Big Brother & the Holding Company   |
| 26 października | Cheap Thrills                          | Big Brother & the Holding Company   |
| 2 listopada     | Cheap Thrills                          | Big Brother & the Holding Company   |
| 9 listopada     | Cheap Thrills                          | Big Brother & the Holding Company   |
| 16 listopada    | Electric Ladyland                      | Jimi Hendrix                        |
| 23 listopada    | Electric Ladyland                      | Jimi Hendrix                        |
| 30 listopada    | Cheap Thrills                          | Big Brother & the Holding Company   |
| 7 grudnia       | Cheap Thrills                          | Big Brother & the Holding Company   |
| 14 grudnia      | Cheap Thrills                          | Big Brother & the Holding Company   |
| 21 grudnia      | Wichita Lineman                        | Glen Campbell                       |
| 28 grudnia      | The Beatles                            | The Beatles                         |